# Між високими хлібами
«Між висо́ких хлібі́в» (рос. «Меж высоких хлебов») — український радянський художній фільм 1970 року.

## Знімальна група
- Режисер — Леонід Мілліонщиков
- Сценаристи — Іван Стаднюк, Леонід Мілліонщиков
- Оператор — Микола Луканьов
- Композитор — Олександр Білаш
- Звукооператори — Анатолій Нетребенко, Володимир Фролков
- Художник-постановник — Олег Передерій
- Художник по гриму — Володимир Талала

## Актори
- Євген Леонов
- Зінаїда Дехтярьова
- Маргарита Криницина
- Галина Мікеладзе
- Лев Пригунов
- Генріх Осташевський
- Іван Симоненко
- Дмитро Капка
- Микола Яковченко
- Євген Коваленко
- Зоя Фьодорова

## Сюжет
Сільський конюх Павло Стручок через свою слабкодухість не відмовлявся од частування, що ним люди платили за послуги. Таким робом у нього виникли слабкість до алкоголю й потяг до неприємних випадків. Одного разу справа дійшла до народного суду, після чого засоромлений Стручок утік до Києва. Але життя у великому місті виявилося для нього нестерпним — і Павло повернувся до свого села.

## Факти
- Зйомки відбувались у селах на Хмельниччині: ферми, дороги та правління колгоспу у селі Лісоводи, а краєвиди, поля та будинки героїв -  у селі Сатанівка.